# 尼格夫門戶地區議會
尼格夫門戶地區議會（羅馬化：Mo'atza Azorit Sha'ar HaNegev）是一個位於以色列南部區、尼格夫地區西北部的地區議會，其位於兩大城俾什巴和阿什克隆之間、北邊接著阿什克隆海岸地區議會、西邊與加薩走廊接壤、東部邊界與拉吉地區議會和西緬之子地區議會相接、南邊則與尼格夫平原地區議會和梅哈維姆地區議會相連，而城市斯代罗特就被包圍在其中。尼格夫門戶地區議會的人口超過一萬人，轄區面積約180平方公里（或70平方英里），其轄下共有12個村莊。尼格夫門戶地區議會與美國加州的聖地牙哥市為友好城市關係，並與當地聖地牙哥郡猶太聯盟密切合作。
在2023年哈瑪斯襲擊以色列中，尼格夫門戶地區議會轄下的基布茲卡法阿扎和納哈爾奧茲在哈瑪斯武裝分子的襲擊下遭受嚴重破壞。卡法阿扎有80人身亡、19人被綁架，而納哈爾奧茲則有超過100人身亡。

## 轄下村莊

### 基布兹
- 波爾哈以爾（英语：Bror Hayil）
- 多羅特（英语：Dorot）
- 埃雷茲
- 格維姆（英语：Gevim）
- 卡法阿扎
- 梅法勒西姆（英语：Mefalsim）
- 納哈爾奧茲
- 尼爾阿姆
- 歐爾哈內爾（英语：Or HaNer）
- 盧哈瑪（英语：Ruhama）

### 莫沙夫
- 亞希尼（英语：Yakhini）

### 教育機構
- 伊賓（英语：Ibim）

## 外部連結
- 维基共享资源上的相關多媒體資源：尼格夫門戶地區議會
- 官方网站 （英語）